# ۱سی
۱سی (روسی: Фирма «۱С») شرکت نرم‌افزار روس است، که در سال ۱۹۹۱ تأسیس شد.